# Xenodiscula taintori
Xenodiscula taintori é uma espécie de gastrópode  da família Sagdidae.
Pode ser encontrada nos seguintes países: Guatemala e Nicarágua.